# Liste der Monuments historiques in Bernécourt
Die Liste der Monuments historiques in Bernécourt führt die Monuments historiques in der französischen Gemeinde Bernécourt auf.

## Liste der Objekte
| Bezeichnung      | Beschreibung            | Standort                        | Kennzeichnung | Schutzstatus | Datum | Bild |
| ---------------- | ----------------------- | ------------------------------- | ------------- | ------------ | ----- | ---- |
| Kelch und Patene | Silber, vergoldet, 1755 | in der Kirche St-Georges (Lage) | PM54000058    | Classé       | 1983  |      |